# Ricetta magistrale fitoterapica

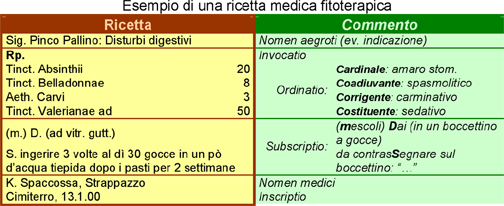
Esempio di ricetta magistrale.Per le abbreviazioni usate vedi Abbreviazioni galeniche.

Una ricetta magistrale fitoterapica è un tipo di prescrizione medica usato in fitoterapia.

## Sezioni

### Inscriptio
Normalmente luogo e data. Nelle ricette a scopi didattici si lascia perdere.

### Nomen aegroti
Per i bambini si aggiunge anche l'età per motivarne il dosaggio. Nelle ricette didattiche si lascia perdere (si aggiunge spesso qui anche l'indicazione), p.es. "Sig. Pinco Pallino: ricostituente".

### Indicazione
Nella ricetta per il farmacista è facoltativa. Se si vuol averla scritta sulla confezione preparata dal farmacista, si riporta nella "subscriptio" dopo la lettera "S." (signe, indichi). Certi medici hanno l'abitudine di scrivere sempre un'indicazione sulla confezione per evitare confusioni di medicazione. Questo può essere un compito delicato, perché può disturbare il cliente, avere in giro un boccettino con l'insegna "impotenza virile" o "demenza senescente"; si usano quindi, per rispetto e riservatezza dell'intimità, delle indicazioni generiche come "ricostituente" o "disturbi vascolari".

### Praepositio o invocatio
I vecchi Romani scrissero In nomine Jovis, nel medioevo cristiano si scrisse cum Deo, abbreviato ancora oggi ogni tanto con # oppure ♃, ma oggigiorno si scrive quasi sempre Rp. (recipe, «prendi», come istruzione al farmacista), paragonabile con "Si prende: ..." nelle ricette culinarie.

### Ordinatio
Descrive in forma di una lista gli ingredienti della ricetta e le loro quantità. Se si tratta di diversi ingredienti, si rispetta il seguente ordine:
1. Remedium cardinale (base), anche diversi,
2. Remedium adjuvans (coadiuvante, aggiunte alla base per diversi motivi), anche diversi,
3. Remedium corrigens (per correggere ev. gusto, colore solubilitè, ...), anche diversi,
4. Remedium constituens (ev. per raggiungere la forma, preparazione, diluizione o consistenza desiderata), anche diversi.

### Subscriptio
Indica al farmacista e al cliente:
- come fabbricare il rimedio, p.es. "m.f.species": mescoli, facendo una tisana;
- in che forma o confezione consegnarlo al cliente, p.es. "D. ad chartam": dai in un sacchettino;
- le indicazioni per il cliente, p.es. S. (Signa: indichi) "Bere tre volte al giorno prima dei pasti un'infusione di 2 cucchiai da tè in una tazza di acqua bollente lasciando riposare coperta per 5 minuti". Per ricette didattiche si può abbreviare questa parte, p.es. "orale; 3 prima pasto; infus. 2 c.t./tazza";
- ev. altre informazioni importanti come "reiteretur" (ripetitivo) o "cito" (urgente).

### Nomen medici
Una ricetta è completa solo con nome e indirizzo del medico nonché la sua firma.